# Conidiosporomyces
Conidiosporomyces — рід грибів родини Tilletiaceae. Назва вперше опублікована 1992 року.

## Класифікація
До роду Conidiosporomyces відносять 3 види:
- Conidiosporomyces ayresii
- Conidiosporomyces echinospermus
- Conidiosporomyces verruculosus